# Synallactes challengeri
Synallactes challengeri är en sjögurkeart som först beskrevs av Jakob Gustaf Gösta Theel 1886.  Synallactes challengeri ingår i släktet Synallactes och familjen slangsjögurkor. Inga underarter finns listade i Catalogue of Life.